# Дриндар
Дринда́р (болг. Дръндар) — село у Варненській області Болгарії. Входить до складу общини Суворово.

## Населення
За даними перепису населення 2011 року у селі проживали 189 осіб, з них 162 особи (98,2%) — турки.
Розподіл населення за віком у 2011 році:
Динаміка населення: